# Террас-Парк (Огайо)
Террас-Парк (англ. Terrace Park) — селище (англ. village) в США, в окрузі Гамільтон штату Огайо. Населення — 2355 осіб (2020).

## Географія
Террас-Парк розташований за координатами 39°9′31″ пн. ш. 84°18′44″ зх. д. / 39.15861° пн. ш. 84.31222° зх. д. (39.158525, -84.312214).  За даними Бюро перепису населення США в 2010 році селище мало площу 3,18 км², з яких 3,04 км² — суходіл та 0,14 км² — водойми.

## Демографія
Згідно з переписом 2010 року, у селищі мешкала 2251 особа в 758 домогосподарствах у складі 615 родин. Густота населення становила 708 осіб/км².  Було 806 помешкань (253/км²).
Расовий склад населення:
| - 98,6 % — білих - 0,4 % — азіатів - 0,1 % — чорних або афроамериканців |

До двох чи більше рас належало 0,7 %. Частка іспаномовних становила 0,8 % від усіх жителів.
За віковим діапазоном населення розподілялося таким чином: 35,0 % — особи молодші 18 років, 54,5 % — особи у віці 18—64 років, 10,5 % — особи у віці 65 років та старші. Медіана віку мешканця становила 41,4 року. На 100 осіб жіночої статі у селищі припадало 101,0 чоловіків;  на 100 жінок у віці від 18 років та старших — 92,1 чоловіків також старших 18 років.
Середній дохід на одне домашнє господарство  становив 181 303 долари США (медіана — 131 000), а середній дохід на одну сім'ю — 201 368 доларів (медіана — 154 464). Медіана доходів становила 114 063 долари для чоловіків та 81 375 доларів для жінок. За межею бідності перебувало 3,9 % осіб, у тому числі 5,2 % дітей у віці до 18 років та 0,9 % осіб у віці 65 років та старших.
Цивільне працевлаштоване населення становило 1030 осіб. Основні галузі зайнятості: освіта, охорона здоров'я та соціальна допомога — 20,1 %, науковці, спеціалісти, менеджери — 16,3 %, фінанси, страхування та нерухомість — 14,5 %, виробництво — 14,0 %.